# 日産・アトラス
アトラス（ATLAS）は、日産自動車が販売する小型および中型トラックである。

## 概要
現在はいすゞ自動車からエルフ並びにエルフミオのOEM供給を受けているが、1-1.5t積クラスは3代目まで、2-3.5t積クラスは2代目までそれぞれ自社生産されていた他、2-3.5t積クラスの5代目は、三菱ふそうトラック・バスからキャンターOEM供給を受け、NT450アトラスの車名で販売された。
現行モデルは新普通免許に対応した1.3tクラス、準中型自動車免許（5t限定を含む）以上または中型自動車免許（8t限定を含む）以上の免許が必要となる1.5t積クラスと2-4t積クラスがラインナップされており、エルフとマツダ・タイタンとUD・カゼットの4姉妹車種となっている。欧州と台湾、シンガポールでは1tクラスの「アトラス10」が「キャブスター」の名で販売されている。
なお、2024年11月に発売された普通免許対応モデルと2021年3月に生産が終了した1-1.5t積クラスガソリン車は新普通免許で運転可能である。

## 1-1.55tクラス

### 初代 F22型系（1982年-1992年）
アトラス100 / 150
- 1982年（昭和57年）2月 - F20系キャブスター / ホーマーの後継車種として、F22系「アトラス100/150」を発表。

エンジンはガソリンエンジンがZ20型、Z16型、ディーゼルエンジンがSD25型、SD23型を搭載する。
2代目「キャラバン」/ 3代目「ホーミー」とフロントウインドシールドとドアガラスが共通。ドアはホイールアーチが大きいため裾のプレスが異なるが、その他は共通である。
- 1985年（昭和60年）5月 - インド・アルウィン日産にてアトラスの生産を開始。
- 1986年（昭和61年）11月 - マイナーチェンジ。フロントグリルの造形を変更。ディーゼルエンジンがSD23型、SD25型からTD23型、TD27型に変更された。
- 1986年（昭和61年）- ウォークスルーバンのアトラスウォークスルーバンを追加。
- 1988年（昭和63年）- マイナーチェンジ。フロントグリルを黒から白に変更。
- 1990年（平成2年）6月 - ガソリンエンジンをZ16型、Z20型からNA16型、NA20に変更。

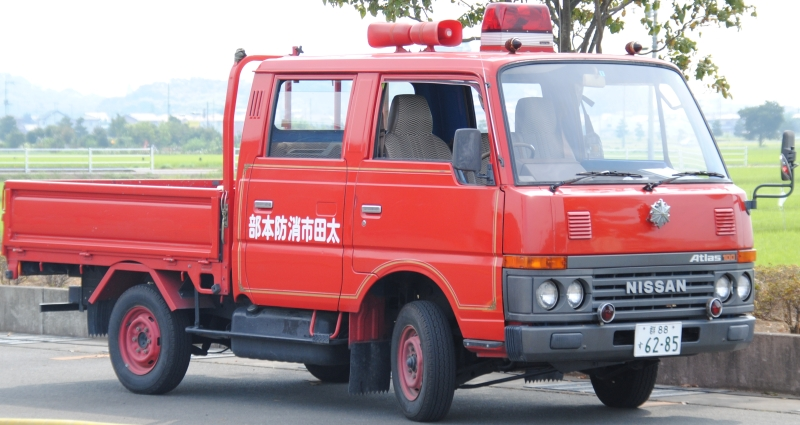
初代アトラス100（前期型）
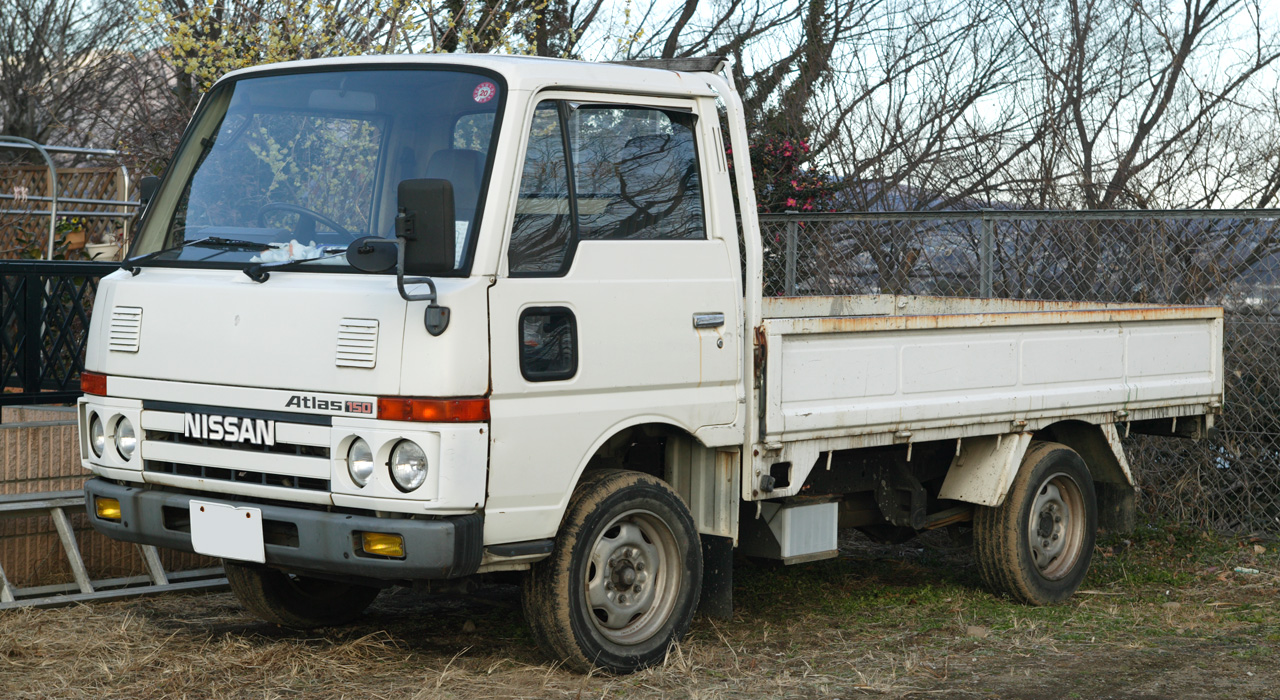
初代アトラス150（後期型）
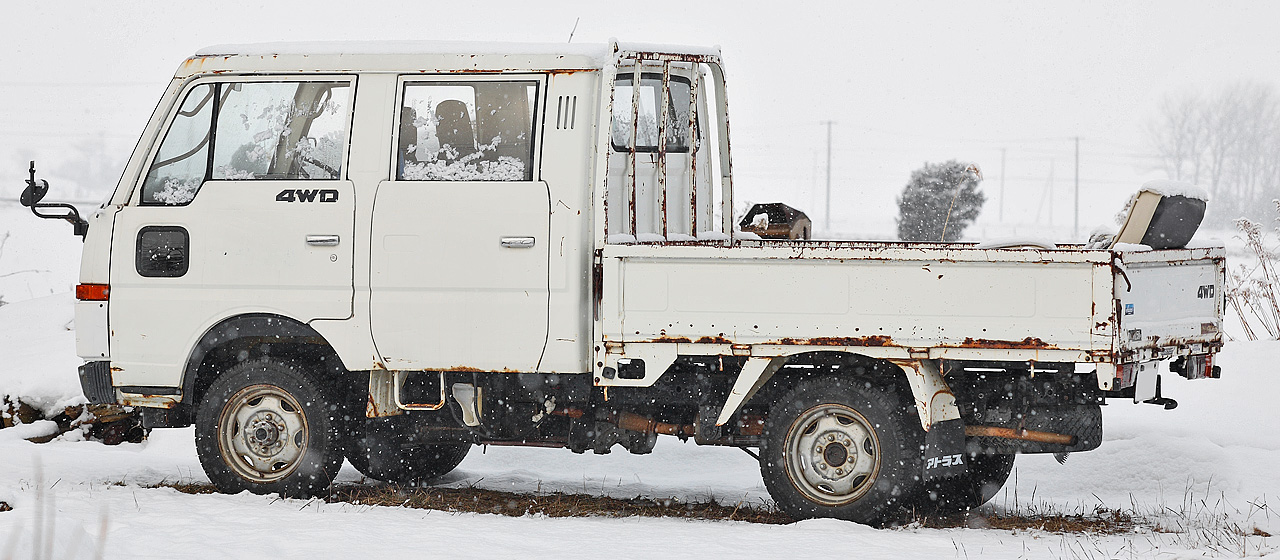
初代アトラス150（後期型） ダブルキャブ4WD

### 2代目 F23型系（1992年-2007年）
アトラス10
- 1992年（平成4年）1月 - F23系にモデルチェンジ。

搭載エンジンは、TD23型、TD27型ディーゼルと、NA16S型、NA20型ガソリンの計4種。キャッチコピーは「この国を運びたい」。イメージキャラクターには加山雄三が起用されている。
- 1995年（平成7年）
  - 6月 - マイナーチェンジ。

フロントグリルのデザインを変更。TD23型ディーゼルエンジンをTD25型に変更。日産ディーゼル販売向け「コンドル」1 - 1.5トン系を新設定、通称は「コンドル次郎」。
いすゞ自動車に「エルフ100」としてOEM供給を開始。
  - 8月 - ガソリンエンジンのNA16S型が廃止される。
- 1997年（平成9年）8月 - 新しいディーゼルエンジンQD32型を追加。
- 1999年（平成11年）6月1日 - マイナーチェンジ。

フロントグリルやバンパーの形状変更など、内外装の意匠変更がなされ、搭載ガソリンエンジンを直列4気筒 SOHC NA20SからDOHC KA20DE型に変更、直列4気筒OHVディーゼルのTD27型およびQD32型の3機種となる。また、1 tおよび1.25 t積みの2WD車を1.3 t積み車に統合。
- 2000年（平成12年）10月23日 - オーテックジャパンの手による、KA20型LPG仕様エンジンを搭載する「アトラスLPG」を追加。
- 2002年（平成14年）8月21日 - 一部改良。

CIを変更し、全車平成12 / 13年騒音規制に対応、パワーウインドウ、タコメーター等の標準装備、オートマチック車へのシフトポジションインジケーターの採用、リモートコントロールエントリーシステムのオプション設定した。
- 2004年（平成16年）8月23日 - 一部改良。

QD32型エンジンを改良。装備を向上させる。なお、この改良により、全車に運転席SRSエアバッグシステムが標準装備された。

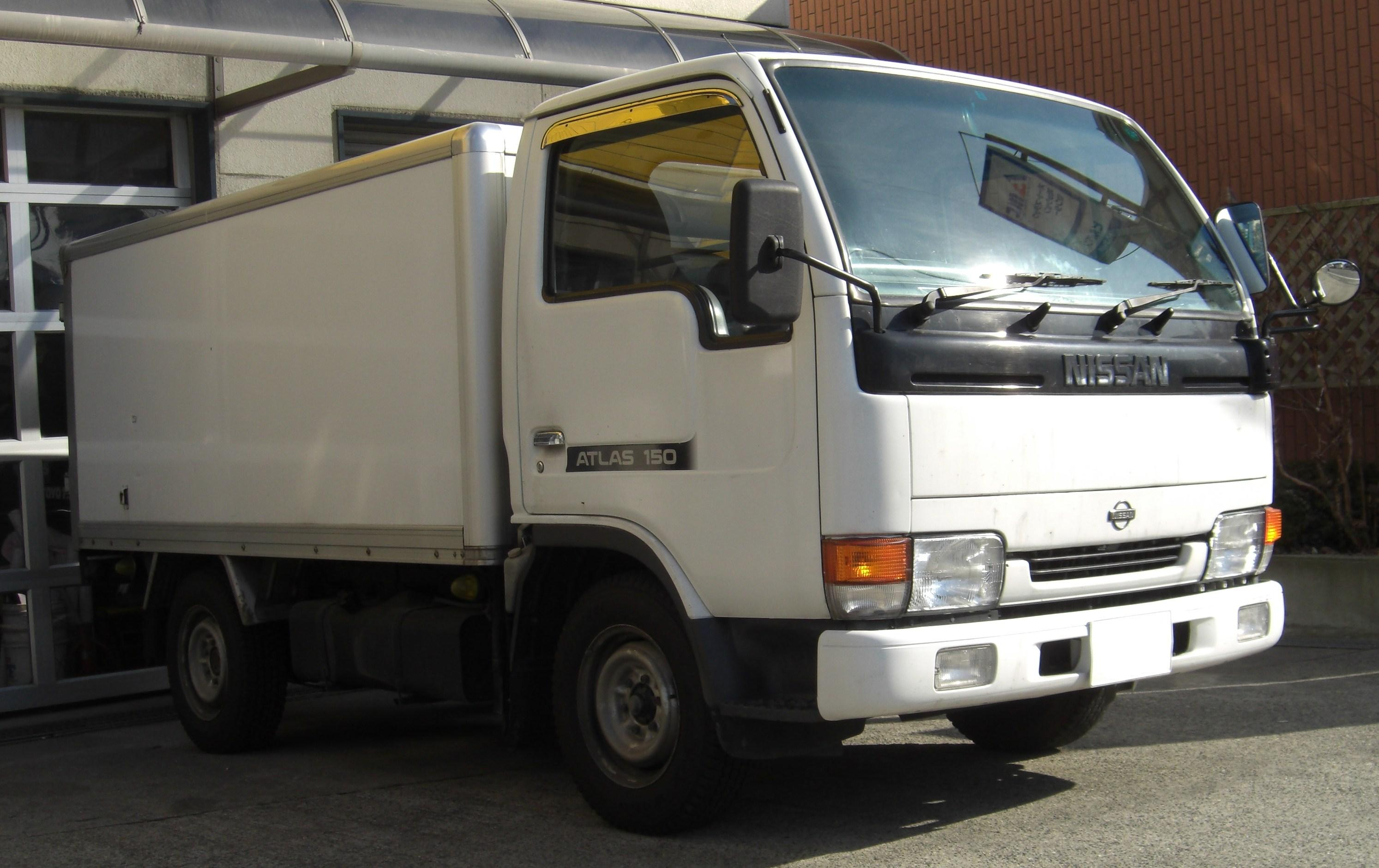
中期型（1995年-1999年6月）
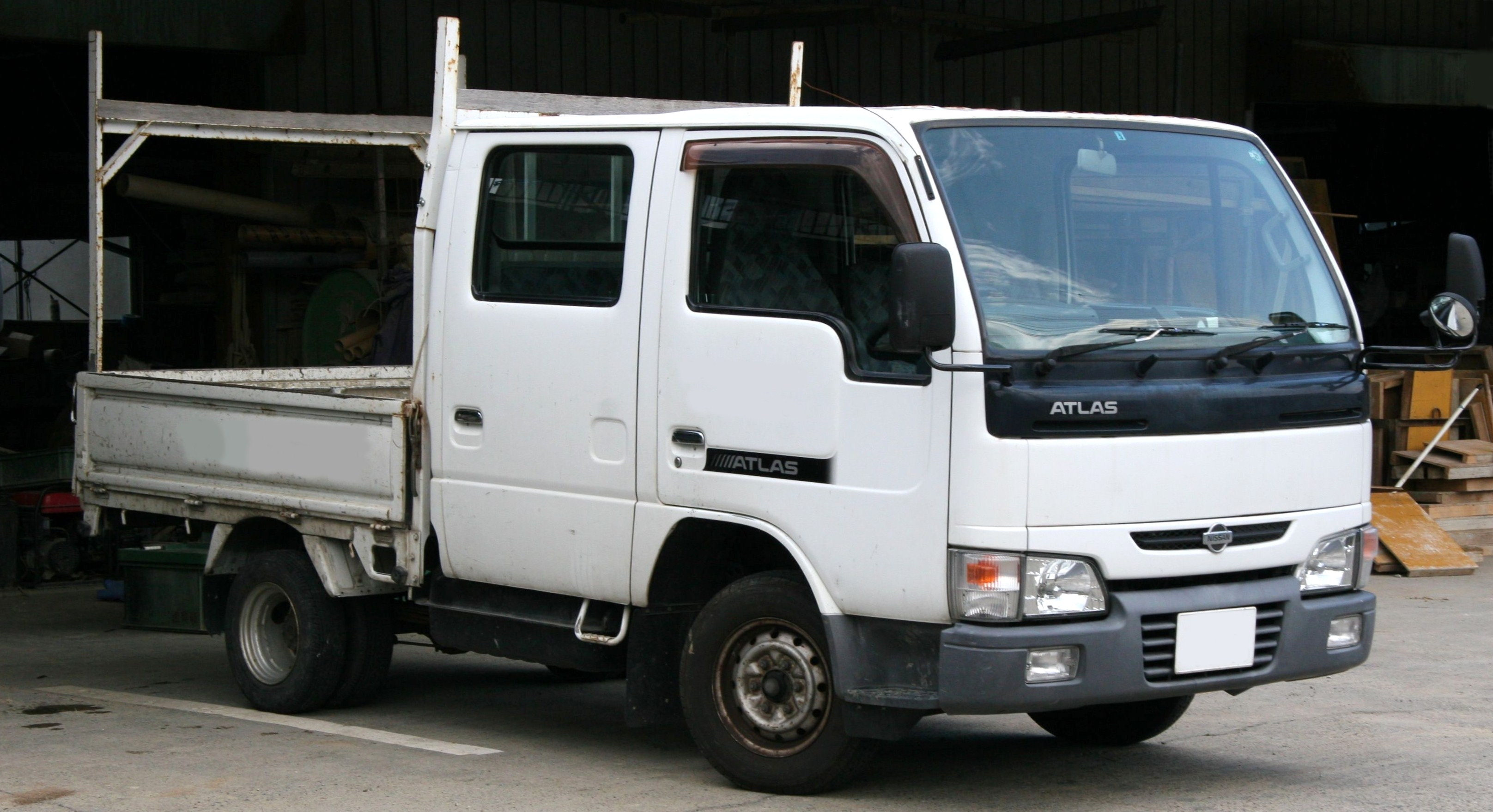
後期型ダブルキャブ （1999年6月-2002年8月）
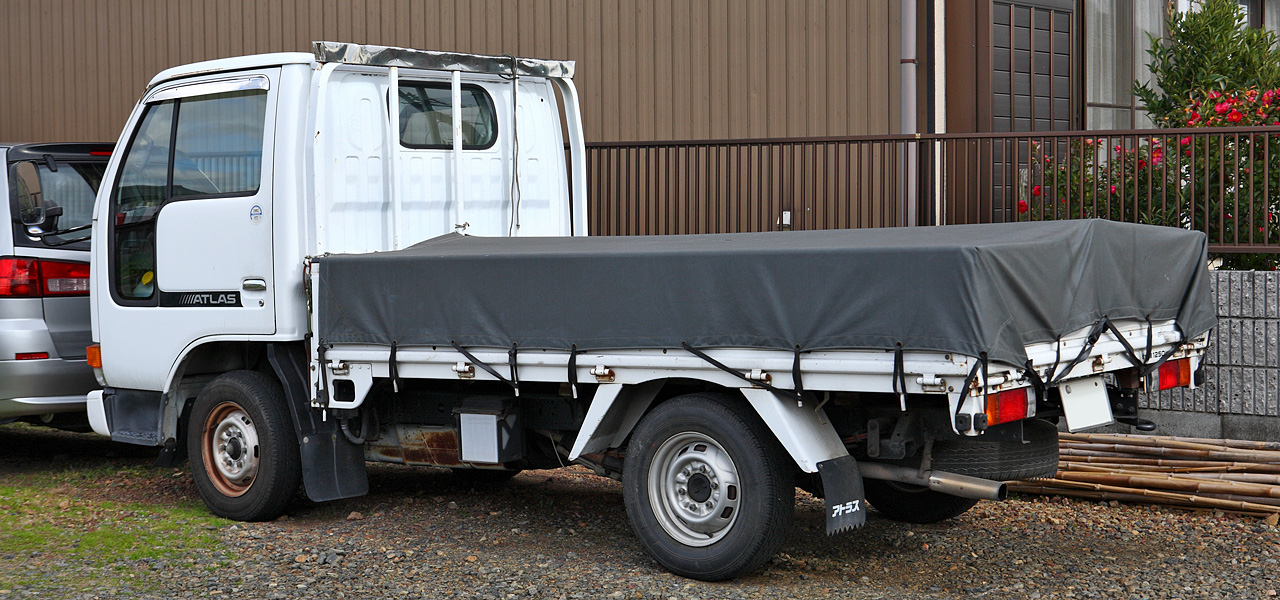
リア

### 3代目 F24型系（2007年-2021年）
- 2006年（平成18年）9月20日 - キャブスターとして、まず欧州で発表。

新会社「日産ライトトラック」が世界戦略車として開発し、プラットフォームは、新開発のLDTプラットフォームが採用された。
なお、欧州仕様車は日本仕様車よりもバンパーが大型化されており、YD25DDTiとZD30DDTiのコモンレールディーゼルターボエンジンが搭載され、日本仕様とはインパネ形状が一部異なるほか、日本仕様にはないワイドキャブ車が用意されていた。
欧州ではボルボグループのルノートラックへ「マキシティ」という名称でOEM供給された。また、インドではLCV事業で日産と提携を結んでいるアショック・レイランドが姉妹車を「パートナー」として発表した。
- 2007年（平成19年）
  - 6月14日 - F24型として日本で発売開始。

エンジンは新長期規制対応ディーゼルエンジンのZD30DDTi型と、ガソリンエンジンのQR20DE型を搭載。トランスミッションは最大積載量・エンジンの種類により、5速AT、5速MT、6速MT、6速AMT（機械式AT）が設定された。このモデルのMT・AMTは日本車としては珍しいZF製が採用されている。
先代のモデル途中より、最大積載量1.5tを超える仕様の自社生産モデルが一時廃止されていたが、このモデルより1.75 - 2t積みが復活する形で追加された（ただし標準幅キャビンのみで、キャブスターに設定のあるワイドキャビンは設定なし）。1.75 - 2t積みに4WD車は設定されず、6MTおよび6AMTとディーゼルエンジンのみが組み合わされ、6MTは1.15 - 1.5t積みには用意されていない。また、1.15-1.5t車と1.75 - 2.0t積み車ではカタログや公式ウェブページが別々になっていた。
  - 7月11日 - OEM車のいすゞ・エルフ100がフルモデルチェンジ（ガソリンエンジン車のみ）。
  - 7月20日 - OEM車の日産ディーゼル・コンドル 1.0t - 2.0t車がフルモデルチェンジ。
- 2009年（平成21年）
  - 7月30日 - 2t系シングルキャブ車に平成27年度燃費基準達成車を追加。エンジン出力特性およびトランスミッションのギア比を変更して燃費が向上した。
  - 11月12日 - 中国で鄭州日産汽車が「NT400キャブスター」として発売を開始[1]。
- 2010年（平成22年）
  - 3月1日 - 一部改良。サイドターンランプの形状を変更し、灯火器規制に適合。加えてキー付グローブボックスの標準装備化やセットオプションの追加を行い仕様向上。
  - 8月30日 - 一部改良（9月15日販売開始）。

1.5t系ディーゼル車でエンジンの燃焼効率を改善したことで、平成27年度燃費基準を達成。同時に全車でシートの色味やデザインも変更された。
- 2011年（平成23年）
  - 3月 - 製造委託先を、UDトラックスからオートワークス京都に変更する。
  - 10月27日 - 東京トラックショーで電気自動車「e-NT400アトラスコンセプト」を参考出品。
  - 11月24日 - 1.5t系ディーゼル車を一部改良。

ディーゼルエンジンの低圧縮比化、コモンレール式超高圧燃料噴射システムの採用、酸化触媒およびDPF容量の拡大化などで排出ガス浄化性能を大幅に向上。これにより平成22年排出ガス規制（ポスト新長期規制）に適合し、PM30%低減レベルを達成。2WD車は平成27年度燃費基準も達成した。併せて、一部グレードではタイヤのサイズアップなどの仕様変更を行った。
- 2012年（平成24年）
  - 3月2日 - 2t系ディーゼル車を一部改良。

エンジンの低圧縮比化、コモンレール式超高圧燃料噴射システムの改良、酸化触媒及びDPF容量の拡大化などで排出ガス性能を大幅に向上し、平成22年排出ガス規制（ポスト新長期排出ガス規制）に適合。エンジンの燃焼効率の改善とトランスミッションのギア比変更により燃費も向上し、平成27年度重量車燃費基準を達成した。
  - 6月22日 - 一部改良。

全車でシートベルトアンカーの強化要件への対応を行い、木製荷台仕様全車で後部反射板（シール）の追加設定を行った。またガソリン車では、平成27年度燃費基準+5%達成の対象車種が拡大し、平成27年度燃費基準+10%達成の対象車種が新たに設定された。併せて、2t系に標準尺・1.85t積みダブルキャブを追加設定した。
- 2013年（平成25年）
  - 1月15日 -「キャンターガッツ」として三菱ふそうトラック・バスへOEM供給を開始。

これは、2010年4月にダイムラーAGとルノー・日産アライアンスとの間で締結された戦略的協力関係に基づき、ダイムラーAGのトラック事業における戦略的提携パートナーである三菱ふそうトラック・バスとの間で、2012年（平成24年）11月8日に締結された商品相互供給に関する基本契約に基づき行われたものである。
  - 1月25日 - 特装車のドライバン、冷蔵・冷凍車を一部改良。

エルグランドやスカイラインクロスオーバーなどで採用されているアラウンドビューモニターをトラック用に進化させた「マルチビューモニターシステム」を世界で初めて搭載。
荷台上面4箇所に配置されたカメラで車両周囲の様子をとらえ、運転室内上部に設置されたハイマウントモニターにその様子を映し出すことで、運転シーンにおける安全確認をサポートする。ドライブモードでの運転時はルームミラーで後方を見るのと同様の映像「ルームミラービュー」が表示されているが、リバースモードでは駐車時に適した車両を上方から見下ろす映像「トップビュー」に切り替わる。また、建物の軒下との干渉を確認できる車両後部上方の映像「ルーフビュー」、車両後方障害物の確認をサポートする「リアビュー」も設定されているほか、右左折の際のターンシグナルレバー作動時には車両前部から後部までの側面周囲の映像「サイドビュー」が表示され、特に左折時の巻き込み防止に効果的である。
  - 6月6日 - 一部改良。

1.5t系のディーゼル2WD車で、平成22年排出ガス規制（ポスト新長期規制）に対しNOxを10%低減させたことにより、低排出ガス車（平成21年排出ガス基準10%低減レベル）認定を取得した。
- 2015年（平成27年）4月1日 - 一部改良[2]。

エンジンの仕様変更やタイヤサイズの変更によりディーゼル車の燃費が向上。これにより、1.5 t系のディーゼル・4WD車が新たに平成27年度燃費基準を達成し、低排出ガス車（平成21年排出ガス基準10%低減レベル）認定を取得した。
- 2019年（令和元年）8月29日 - ディーゼル車が平成28年排出ガス規制に適合せず、後述する「アトラス ディーゼル」への移行に伴ってガソリン2WD車のみの設定となり「アトラス ガソリン」へ改名。これにより、日産自動車の自社生産ディーゼル車はNV350キャラバンだけとなった。これに併せて三菱ふそうへのOEM供給も終了した。
- 2020年（令和2年）
  - 11月 - 「アトラス ガソリン」の製造を受託する日産車体が、翌2021年（令和3年）6月をもってマイクロバスのシビリアンとともに生産終了することを発表。両車とも平成30年排出ガス規制に適合せずモデル廃止となる[3]。
  - 12月 - 「アトラス ガソリン」の販売を終了し、WEBカタログの掲載も終了。これにより日産の自社製トラックは終了となり、後述する「アトラス ディーゼル（現・アトラス 1.5tクラス）」へ完全移行した（いすゞ向けOEMのエルフ100も、2021年3月に販売終了）。
- 2021年（令和3年）6月 - 生産・販売終了[3]。これにより、日産自動車は1935年より86年間続けてきた日本国内におけるトラックの自社生産から撤退した。

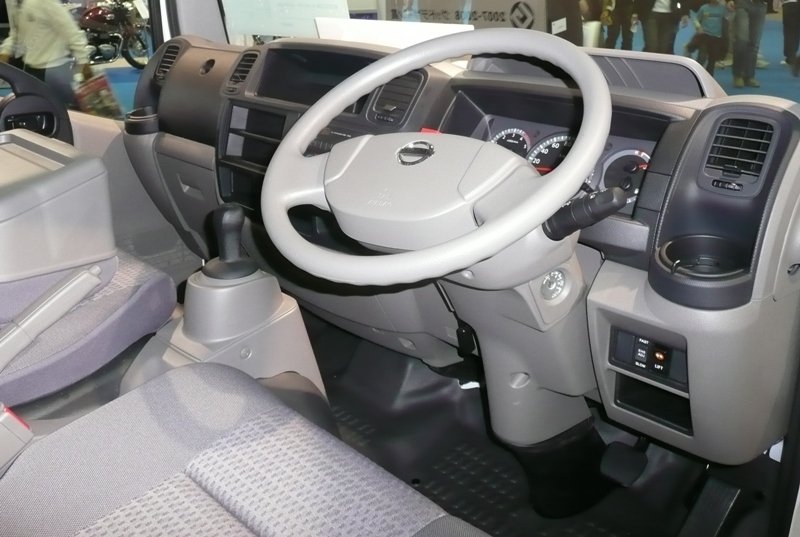
室内
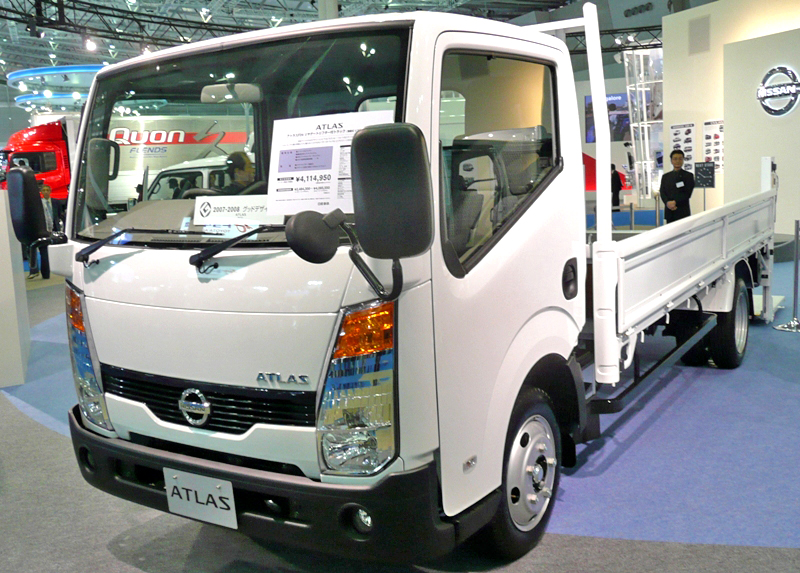
1.75 - 2.0t積み
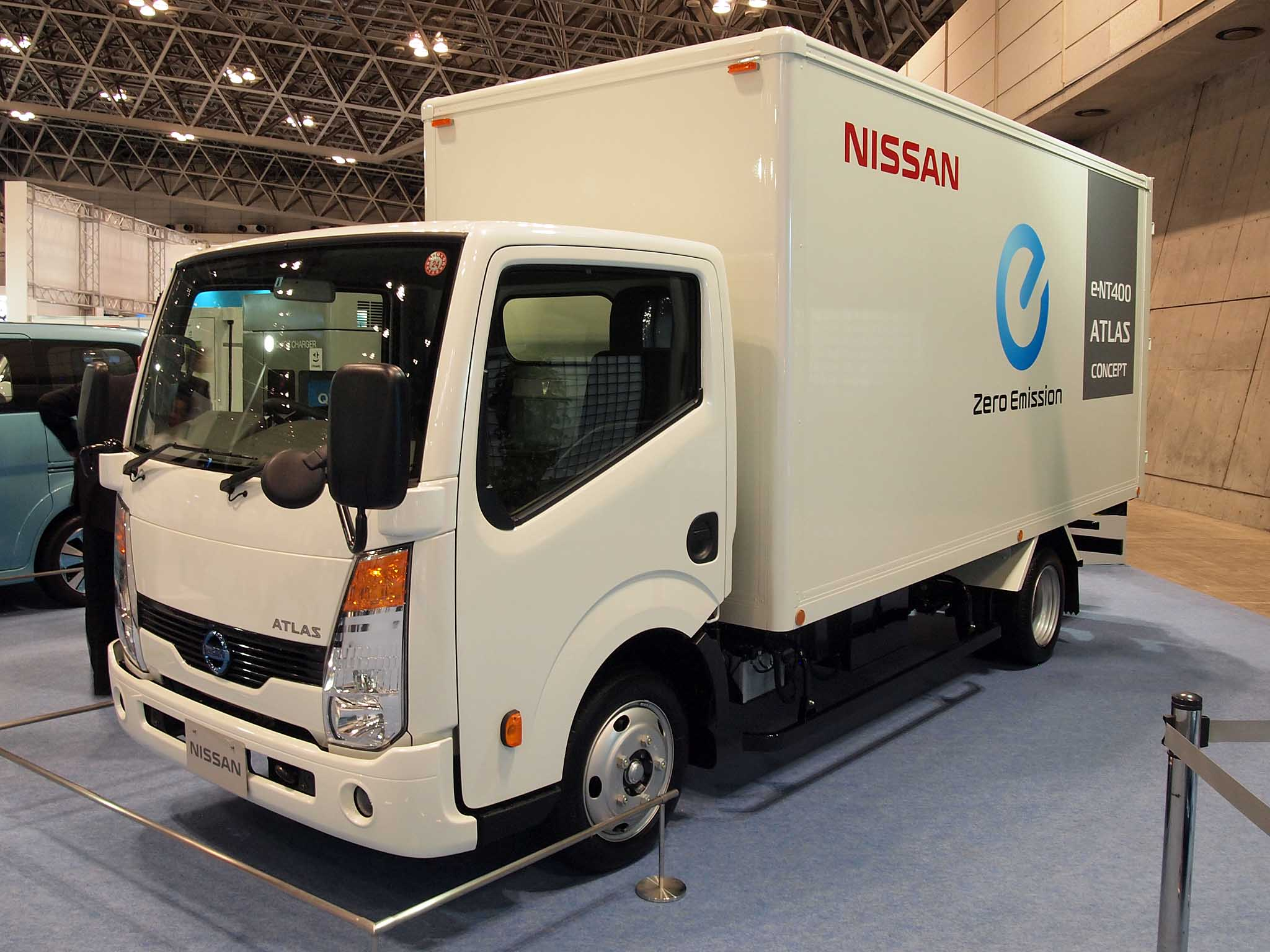
e-NT400アトラスコンセプト

### 4代目 F25型系（2019年 - ）
- 2019年（令和元年）
  - 6月5日 - いすゞ自動車との間で小型トラックのOEM供給で合意し、協業事業契約が締結された[4][5]。
  - 8月29日 -「アトラス ディーゼル」として発表・発売された[6]。

前述した協業事業契約に基づき、いすゞ自動車から6代目エルフの1.5t積モデルの供給を受けるモデルとなる。なお、既に「アトラス ガソリン」を「エルフ100」としていすゞへ供給しているため、両社で相互供給が行われることとなった。また、いすゞは後述する2-4tクラスで、1995年6月から2012年12月まで約17年半にわたり日産へOEM供給を行っていたという経緯があり、ボディサイズは異なるものの、約6年ぶりにOEM供給が再開された。
外観上はエンブレムやデカールが変更される程度となる。正式な車両型式はいすゞ流の型式となるが、日産での社内型式はF25型となる[7]。
エンジンは4JZ1-TCS型となり、DPF（エルフでのDPDに相当）+尿素SCRで構成された排出ガス後処理装置の採用により、平成28年排出ガス規制（ポスト・ポスト新長期規制）に全車適応するとともに、燃費性能も向上されたことで「平成27年度燃費基準+10%」を達成した。トランスミッションはシーケンシャルMT（エルフでの「スムーサーEx」に相当）と5速MTの2種類となり、シーケンシャルMT車は2WDは6速・4WDは5速となる。
フロントサスペンションは独立懸架のまま変更はないが、スプリングをF24型のトーションバースプリングからリーフスプリング並びにコイルスプリング（車型別設定）へ変更した。
スーパーローでは安全性能も強化され、インテリジェント エマージェンシーブレーキ（エルフでのプリクラッシュブレーキに相当）、VDC（ビークルダイナミクスコントロール、エルフでの電子式車両姿勢制御システム「IESC」に相当）、LDW（車線逸脱警報、エルフでのLDWSに相当）、先行車発進お知らせ、車間距離警報が標準装備され、AMT車には踏み間違い衝突防止アシスト（エルフでの誤発進抑制機能に相当）も標準装備された。アトラス ディーゼルのインテリジェント エマージェンシーブレーキはNT450アトラスとは異なり、静止した歩行者や自転車も検知可能なステレオカメラ方式で、ダッシュボード中央部に備わっている。
グレード体系は標準仕様の「DX」[注釈 2]と上級仕様の「カスタム」[注釈 3]の2種類を設定。エルフの最下級グレードである「STグレード」に相当するモデルは設定されない[注釈 4]。標準キャブ・標準ボディ・ダブルタイヤ仕様のみの設定となるが、2ドアのシングルキャブと4ドアのダブルキャブ（ダブルキャブは「DX」のみ）が、荷台の高さはスーパーローとフルスーパーロー（スーパーローは2WD車のみの設定）が設定される。
- 2021年（令和3年）4月19日 -「アトラス 1.5tクラス」へ車名変更し、一部仕様向上された[8]。同日に発売された「アトラス 2tクラス」の日産における社内型式をF25型としたため、アトラスシリーズの社内型式はF25型へ統一された[7]。

同年11月の各種安全装置の装着義務化に対応し、従来はスーパーローのみの設定だったインテリジェント エマージェンシーブレーキ、VDC、LDWを全車に拡大して標準装備化。併せて、LEDヘッドランプやBluetooth対応オーディオも標準装備された。
外観ではライト周りのデザインやフロントグリルの色をシルバー基調へ変更され、内装では室内上下での明暗のコントラストをつける為シート柄、室内トリム、インストルメントパネルの色が変更された。
- 2023年（令和5年）9月25日 - F26型へのフルモデルチェンジに伴い、一旦休売となる。
- 2024年（令和6年）2月21日 - 4WD車の一部仕様変更が発表され、販売再開（4月中旬発売）[9]。各種法規への適合化が行われるとともに、寒冷地仕様が標準装備化された。

### 5代目 F26型系（2024年 - ）
- 2024年（令和6年）3月22日 - 2023年9月に2-4tクラスの2WD車がフルモデルチェンジされたF26型に2WD車の1.55tクラスが追加設定された（5月発売、4WD車は前述したF25型を継続）[10]。

1.55tクラスは平ボディの標準キャブ・標準ボディのみの設定で、シングルキャブ・フルフラットロー、シングルキャブ・フラットロー、ダブルキャブ・フラットローの3タイプを設定。グレードは2-4tクラス同様に「DX」と「カスタム」が設定されるが、「カスタム」はシングルキャブのみの設定となる。

## 普通免許対応モデル

### 初代 F26型系（2024年 - ）
- 2024年（令和6年）
  - 11月14日 - 「アトラス 普通免許対応モデル」として発表・発売された[11][12]。

いすゞ自動車から初代エルフミオの供給を受けるモデルとなる。日産が発売する小型トラックでは、2021年9月に生産・販売終了した「アトラス ガソリン」以来3年2か月ぶりに新普通免許（2017年3月12日以降に取得した普通免許）に対応した小型トラックとなる。
キャブは当初シングルキャブのみの設定となり、ベースとなるエルフミオと姉妹車であるタイタンLHRに設定されているスペースキャブは設定しない。
エンジンは1.9 LディーゼルエンジンのRZ4E型が搭載される。トランスミッションは、6速オートマチックのみの設定となる。
安全性能はタイタンLHR同様、ベースとなるエルフミオではメーカーオプションとなるフロントブラインドスポットモニターとプリクラッシュブレーキ（PCB、右左折時）が標準装備された。
グレード体系は、1.55tクラスと2tクラスと同様、「DX」「カスタム」で展開する。ボディカラーは1.55tクラスと2tクラスと同様、アークホワイト、トランスブルー、クイックシルバーメタリック、「カスタム」専用色のフリントグレーメタリックとダークカーキメタリックの5色が用意される（アークホワイト以外はメーカーオプション設定）。
日産モータースポーツ&カスタマイズ扱いの商用特装車「ワークユースビークル」シリーズは、「ドライバン」「電動ダンプ」の他にも、「リヤゲートリフター付トラック」（垂直式／アーム式の2タイプ）を設定している。
- 2025年（令和7年）
  - 1月31日 - 当初設定されていなかったダブルキャブが追加設定された[13]。

シングルキャブ同様に荷台の高さがフルフラットロー（リアシングル）、フルフラットロー、フラットローの3種類が設定され、ボディカラーはアークホワイトとトランスブルー（メーカーオプション）の2色が設定される。

## 2-4tクラス

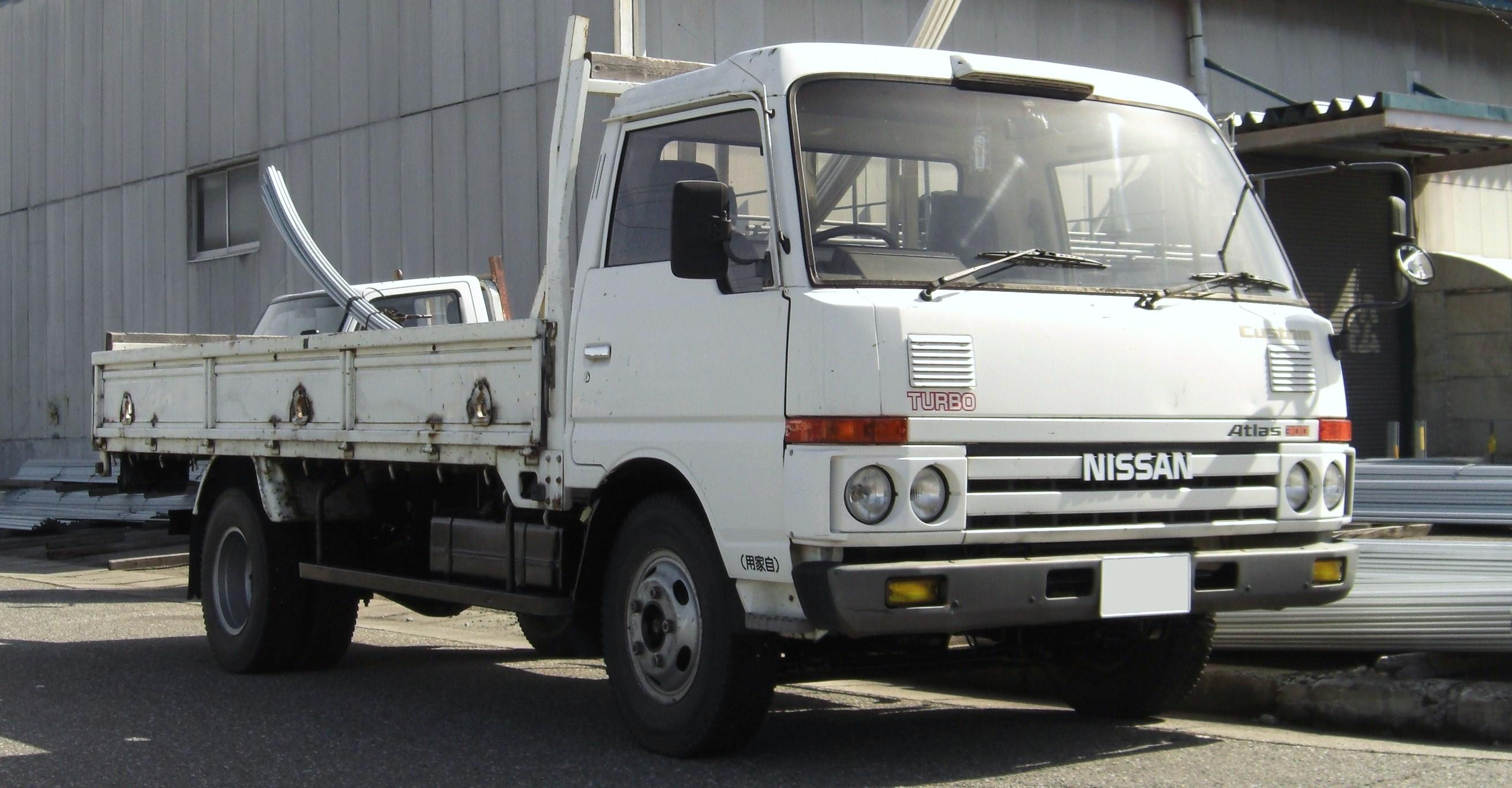
初代アトラス300

### 初代 H40型系（1981年-1992年）
アトラス200 / 300
- 1981年（昭和56年）12月 - キャブオール/クリッパーの後継車種として、H40系「アトラス200/300」を発表。
- 1985年（昭和60年）5月 - インド・アルウィン日産にてアトラスの生産を開始。
- 1986年（昭和61年）- マイナーチェンジ。フロントグリルの造形を変更。
- 1987年（昭和62年）8月 - FD35エンジン搭載車にオートマチックトランスミッション車と運転席サスペンションシート付車（エクストラパック）を新設。
- 1988年（昭和63年）- マイナーチェンジ。フロントグリルを黒から車体色に変更。
- 1989年（平成元年）6月 - 特装車扱いで日産ディーゼルアトラス350（P-NK110型）発売。
- 1990年（平成2年）6月 - マイナーチェンジ。ガソリンエンジンをZ20型からNA20型に換装。ED35型エンジン車を追加し、全車パワーステアリング・サイレントパックを標準装備、ワイドキャブ車に電動格納ミラー（助手席側）追加、ワイドキャブカスタム車に蛍光灯をオプション設定等の改良を行った。

### 2代目 H41型系（1991年-1995年）
アトラス200 / 300

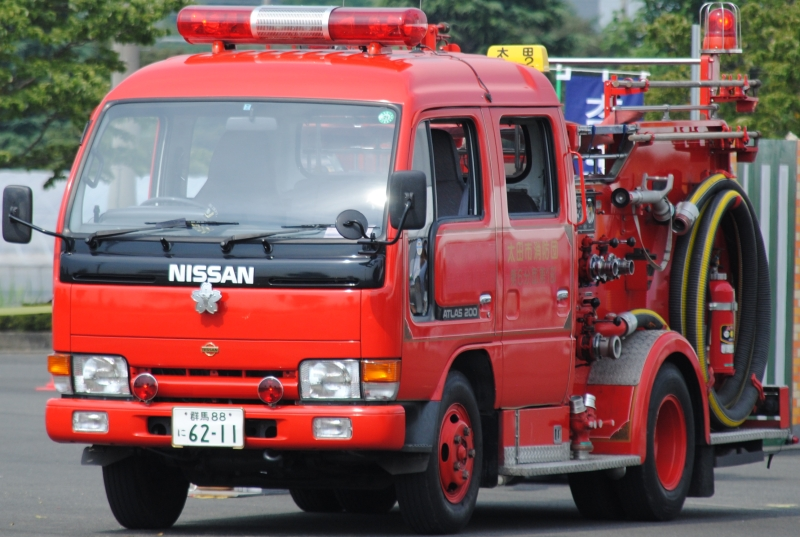
2代目アトラス200

- 1991年（平成3年）10月 - H41系・標準キャビンをモデルチェンジ。キャッチコピーは「この国を運びたい」。CMキャラクターには森脇健児を、CMソングには加山雄三[注釈 5] の「夜空の星」を起用。
- エンジンはFD46、FD42、BD30のディーゼルエンジン3機種を搭載。
- 1992年（平成4年）1月 - ワイドキャビンがモデルチェンジ。
- 1993年（平成5年）10月 - マイナーチェンジ。標準キャビンハイルーフ仕様とセミロングホイールベース車を追加。エンジンは新たに過流室式ディーゼルのED35型を追加。また、ウレタン製ハンドルを全車標準装備化した。

### 3代目 H42型系（1995年-2007年）
アトラス20 / 30
- 1995年（平成7年）6月 - いすゞ自動車から「エルフ」のOEM供給を受け、AKR、AKS、APR、APS型（社内型式H42型）となる。
- 1998年（平成10年）11月26日 - オーテックジャパンの手によるセミキャブオーバータイプ「アトラス MAX」を追加。同時にCNGエンジン仕様を追加。
- 1999年（平成11年）
  - 5月13日 - マイナーチェンジ。フロントグリルのメッキ化やシート生地の変更のほか、平成10年排出ガス規制適合、ターボエンジンの排気量アップ（4.8L→5.2L）等が施された。
  - 12月20日 - 3.1L 4JG2型エンジン搭載車、および4.6L 4HG1型エンジン搭載車に七都県市低公害車指定制度、京阪神六府県市低NOx車指定制度などに適合する指定低公害車を追加。あわせてフロント独立サスペンション車をワイドキャビン系に設定、5.0L 4HJ1型および4HJ1N型エンジン搭載車を標準キャビン系に追加。
- 2000年（平成12年）10月23日 - 4HG1型エンジンをベースとする4HG1-LPGエンジンを搭載する「LPG車」、および「ルートバン」を追加。
- 2001年（平成13年）1月31日 - 一部改良。クラッチフリー機能付のデュアルモードマニュアルトランスミッションを一部グレードを除き拡大設定。積載量3t車に小型貨物（4ナンバー）を追加設定。
- 2002年（平成14年）6月12日 - マイナーチェンジ。CI変更を含むフロントグリル意匠変更をはじめ、平成13年騒音規制への対応のほか、新型マニュアルトランスミッションの採用や搭載エンジンを変更し、一部のエンジンについては平成15年排出ガス規制に対応した。
- 2003年（平成15年）9月12日 - 1.5t積車を追加。EGRを備える3.1Lディーゼル4JG2型エンジンを搭載。また、オーテックジャパンより4WDの2コンプレッサー式冷凍車などが発売された。
- 2004年（平成16年）6月9日 - マイナーチェンジ。

灯火器具類の保安基準変更の関係でフロントまわりのデザインを大幅変更。クラッチペダルの無いMT（スムーサーE）を2トン系車種に標準装備。マツダ・タイタンと共通キャブおよびシャシ（4姉妹化）となる。また、エルフはフロントガラス下部が黒のままだが、アトラスはボディ同色に変更された。
- 2005年（平成17年）5月10日 - CNG車をマイナーチェンジ。マルチポイントインジェクション (MPI) 方式燃料噴射システムを採用する4.6Lエンジンを搭載。

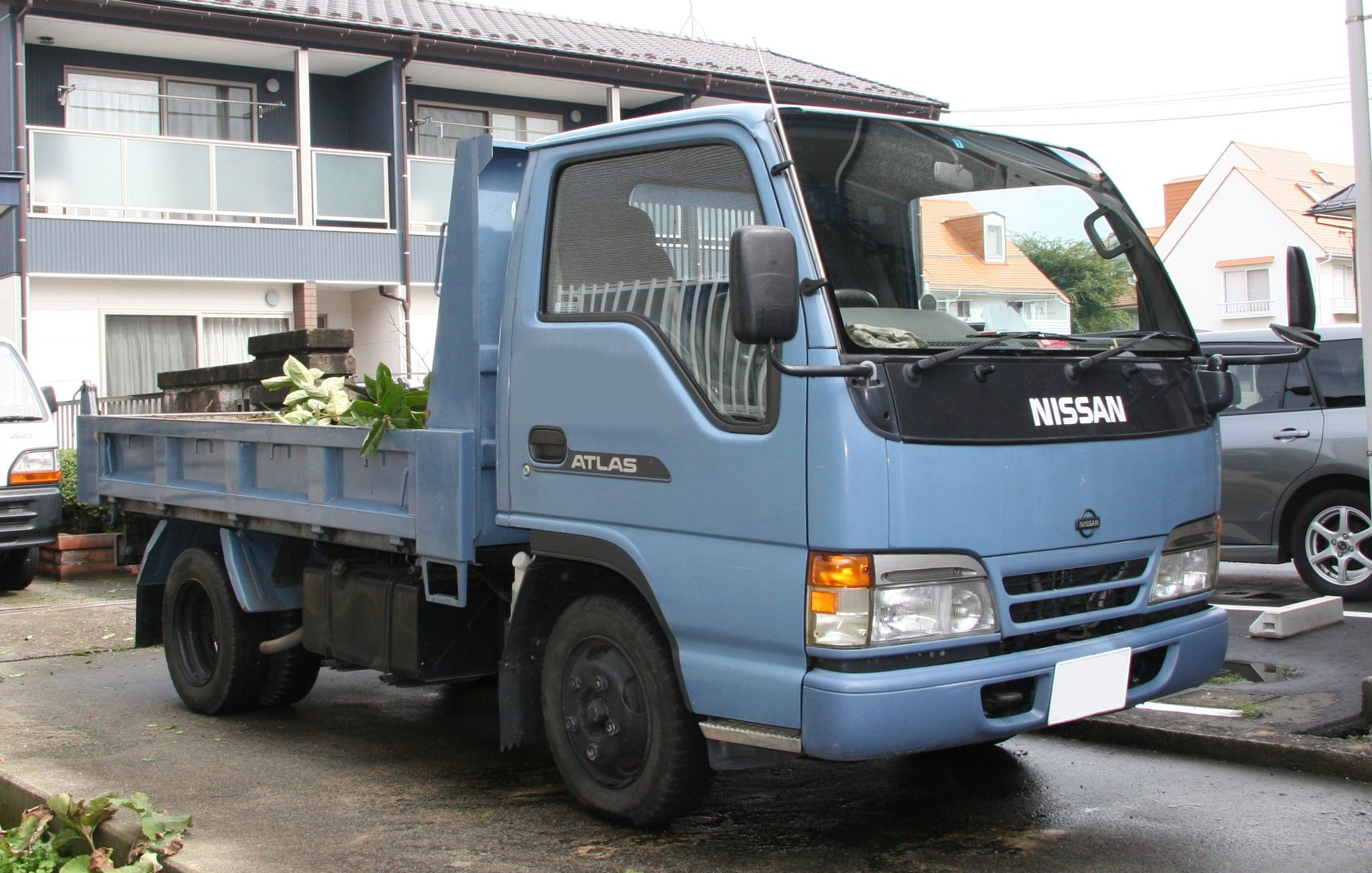
前期型 （1995年6月-1999年5月）
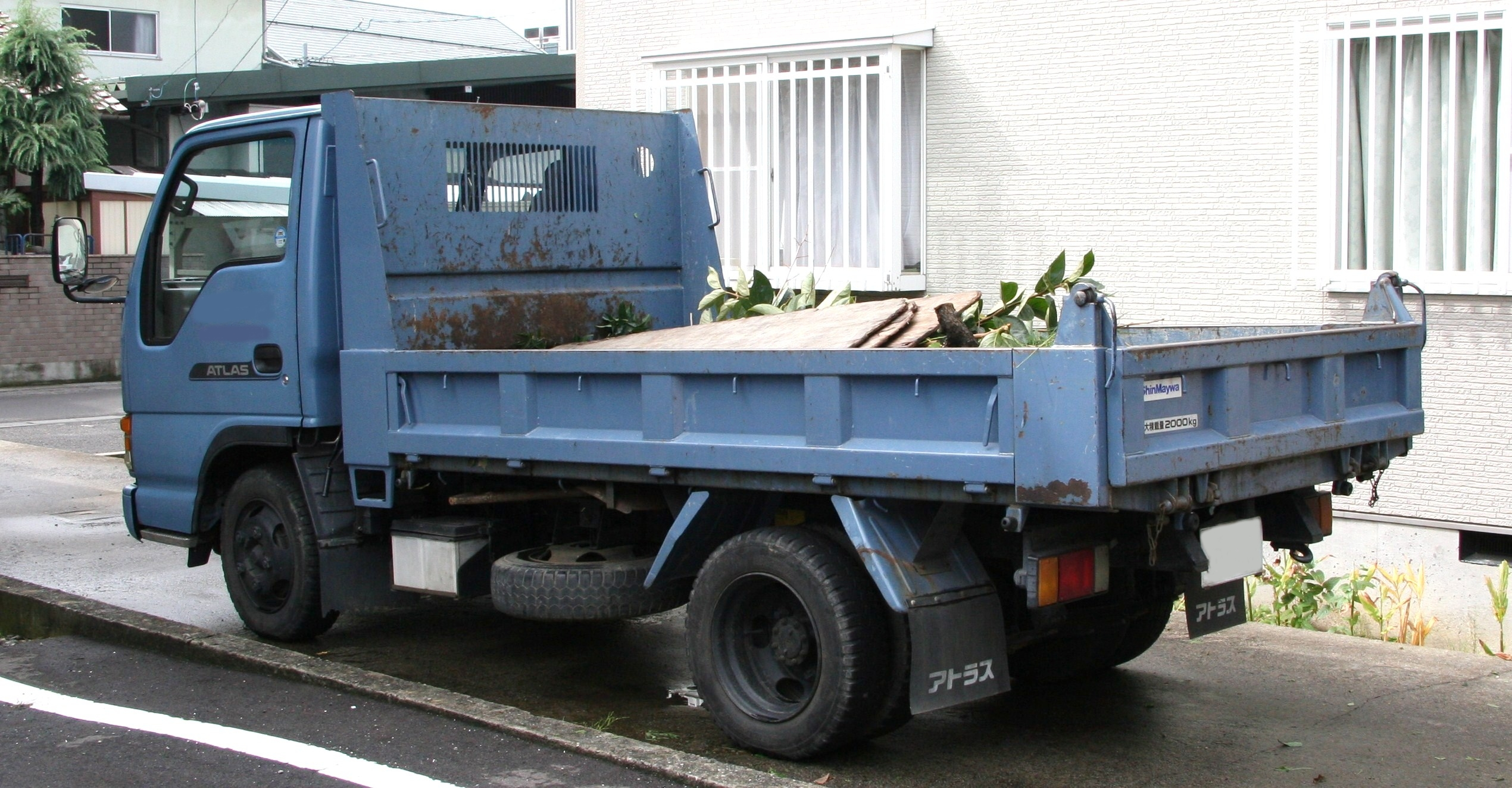
前期型 リア （1995年6月-1999年5月）
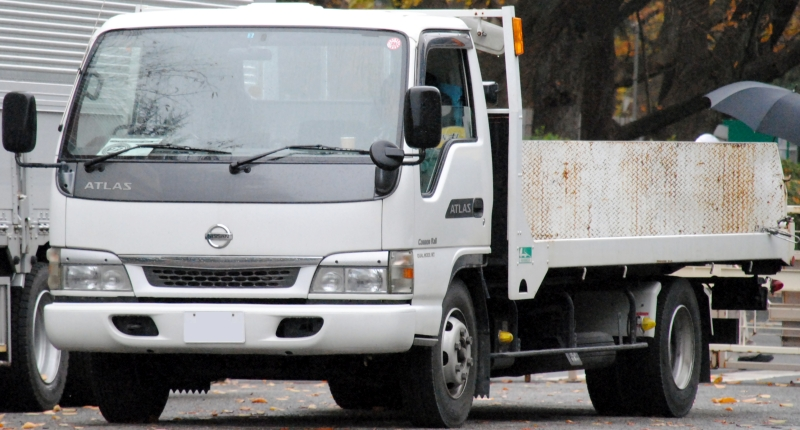
中期II型 （2002年6月-2004年6月）

### 4代目 H43型系（2007年-2012年）
- 2007年（平成19年）
  - 1月30日 - 3代目に引き続きいすゞ自動車から「エルフ」のOEM供給を受け発表・発売。新長期規制に対応した。社内型式はH43型。
  - 9月28日 - CNG車、ディーゼルハイブリッド車モデルチェンジ。
- 2009年（平成21年）
  - 4月23日 - 一部改良。

2t系、4t系、4.5t系車に加え、新たに3t系車が平成27年度重量車燃費基準を達成。同時に一部仕様を向上し、「DX」にはフォグランプが標準装備化され、全車サイドターンランプが標準装備となった。
  - 10月15日 - 3t系ワイドキャブ（MT車）が平成27年度燃費基準を達成。
- 2010年（平成22年）3月10日 - 3t系ワイドキャブ（スムーサーEx車）の燃費を向上し、平成27年度燃費基準を達成。同時にCNG車はポスト新長期規制に適合。
- 2011年（平成23年）7月25日 - 一部改良。

ディーゼルエンジン車は5.2Lを廃止して4JJ1型 3.0Lエンジンに統一し、ダウンサイジングを図ることで環境性能の向上と燃費性能を両立。本エンジンはあらゆる負荷領域でターボ効果を高める2ステージターボ過給システムや超高圧コモンレール燃料噴射システム・高効率EGRの採用により動力性能が向上したことで燃費効率を向上。また、排出ガス性能の向上によりNOxの削減も実現した。これらにより、ほぼすべてのタイプが「平成27年度燃費基準」を達成するとともに、平成22年基準排出ガス規制も適合した。また、尿素水フリー設計としたことで、尿素水タンクや関連デバイスが不要となった結果、車体重量や排出ガス後処理システム容積の増加を抑制し、従来の積載量・架装性を確保した。さらに、安全規制の強化に対応すべく、フロントアンダープロテクターや大型後部反射器を採用した。
- 2012年（平成24年）4月16日 - 一部改良。

既に適合済みの平成22年基準排出ガス規制において、PM30%低減レベルに加え、ほとんどの車種においてNOx10%低減レベルを達成したことで「平成21年排出ガス基準10%低減レベル（低排出ガス車）」に認定された。併せて、万一の衝突の際、乗用車が車体の下に潜り込むことを抑制するリアアンダーランプロテクターの新基準にも適合し、安全規制の強化にも対応した。

### 5代目 H44型系（2012年 - 2021年）

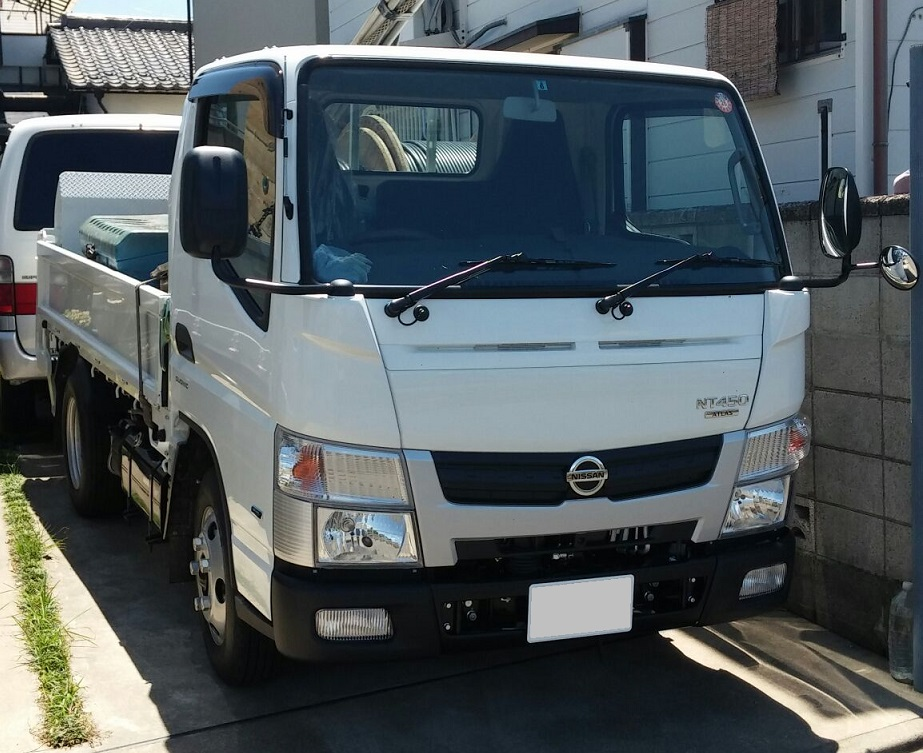
NT450アトラスのフロント

2012年（平成24年）11月に5代目へフルモデルチェンジ。その際、ベース車両を三菱ふそうトラック・バス製のキャンター（8代目）に変更され、車種名もNT450アトラスに変更された。
なお、2014年（平成26年）9月に三菱ふそうトラック・バスがUDトラックスへコンドルの後継車種となるカゼットとしてOEM供給を開始したため、3姉妹車種となった。
2020年（令和2年）11月にOEM元のキャンターがマイナーチェンジしたことに伴い、2021年（令和3年）1月をもって販売を終了した。

### 6代目 F25型系（2021年 - ）
- 2021年（令和3年）4月19日 - 「アトラス ディーゼル」から車名を変更した「アトラス 1.5tクラス」の一部仕様変更と同時に、「NT450アトラス」から車名変更する形で「アトラス 2tクラス」としてフルモデルチェンジされた[8]。

NT450アトラスの販売終了以来、約3ヶ月ぶりに2tクラストラックの販売を再開するとともに、ベースモデルが約8年5ヶ月ぶりにいすゞ・エルフへ回帰され、1.5tクラスと外観が共通化された。日産での社内型式は1.5tクラス同様にF25型となる。
サスペンションは、前後車軸懸架を採用する2t積のハイシングルキャブ・セミロングボディ・フルスーパーロー以外、フロント独立懸架・リヤ車軸懸架へ統一された。エンジンは1.5tクラスと同じ4JZ1-TCS型のみとなった。
インテリジェント エマージェンシーブレーキ、VDC、LDWはNT450アトラス同様に全車標準装備となるが、インテリジェント エマージェンシーブレーキは、NT450アトラスのミリ波レーダー方式から1.5tクラスと同じステレオカメラ方式となり、位置もNT450アトラスのフロントバンパー中央からダッシュボード中央に移された。併せて、ハイキャブとワイドキャブには、キャブのフロント2ヶ所に広角のミリ波レーダーを配し、死角エリアの自動車やバイク・自転車・歩行者を検知してドライバーにアラームとピラー部の警告灯で知らせることで交差点での右左折時や出会い頭等の事故抑制をサポートする交差点警報が新たに装備された。
グレード体系は1.5tクラスと同じく「DX」（エルフでの「SGグレード」、並びにタイタンでの「デラックス」相当）と「カスタム」（エルフでの「SEカスタム」、タイタンでの「カスタム」相当）の2グレード。キャブタイプは1.5tクラス同じ標準幅の標準キャブに加え、キャブ本体幅を拡大した1ナンバーのハイキャブ、ワイド幅のワイドキャブの3種類に増やし、いずれのキャブタイプにも2ドアのシングルキャブと4ドアのダブルキャブを設定。荷台仕様も長さは1.5tクラスと同じ標準ボディ（標準シングルキャブ、標準ダブルキャブに設定）に加え、セミロングボディ（ハイシングルキャブに設定）、ロングボディ（ハイキャブ、ワイドキャブに設定）、超ロングボディ（2t～3.5t積のみで、2WDワイドシングルキャブに設定）の4種類に、高さもスーパーロー・フルスーパーローに加え、大径タイヤを装着して高床化した高床ダブルタイヤを加えた3種類となる。また、標準キャブには平ボディに加えてダンプも設定され、ダブルキャブダンプ（2WDのみ）や4WD車も設定される。
ボディカラー設定はエルフに準じ、アークホワイト、クイックシルバーメタリック、トランスブルーに、「カスタム」専用色のフリントグレーメタリックとエボニーブラックを加えた5色展開となる。フロントグリルは1.5tクラスとは異なり、ダーククロムメッキ（「カスタム」）・サテンシルバー（「DX」）の他にもボディカラー同色グリルも選択可能となっている。
なお、2-4tクラスのH43型系（4代目）に設定されていた「STDグレード」（エルフでの「STグレード」、並びにタイタンでの「スタンダード」相当）、ディーゼルハイブリッド車、CNG車、2t積の高床シングルタイヤ車、ハイシングルキャブ・セミロングボディ・フルスーパーロー以外のフロント車軸懸架モデル、4t～4.6t積の超ロングボディ並びにエルフとタイタンに設定されている4JZ1-TCH型エンジン搭載車はF25型系（6代目）では設定されない。これにより、アトラスの車型バリエーションはエルフとタイタンよりも絞られている。
- 2023年（令和5年）9月25日 - 後述するF26型へのモデルチェンジに伴い、一旦販売を終了。
- 2024年（令和6年）2月21日 - 4WD車の一部仕様変更が発表され、販売再開（4月中旬発売）[9]。1.5tクラス同様に各種法規への適合化と寒冷地仕様の標準装備化が行われた。

### 7代目 F26型系（2023年 - ）
- 2023年（令和5年）9月25日 - ベース車のエルフから半年遅れで2 tクラスのフルモデルチェンジが発表された。10月27日に発売され、当初はベース車のエルフ同様にシングルキャブの2WD車のみとなる。前述したように、F25型が2024年（令和6年）2月22日の一部仕様変更を受けて4WD車（1.5 tクラスを含む）のみ販売再開となり、駆動方式によって異なる2つの車型が併売される体制となった[14]。

エンジンは6代目同様に3.0 Lディーゼルエンジンの4JZ1-TCS型が踏襲される。トランスミッションは、AMTがクラッチを奇数段と偶数段の2系統に分けたデュアルクラッチ式（DCT）となり、9速化したことでワイドレンジかつクロースレシオとなり、変速時のトルク抜けや無駄な過回転を抑えている。MTも継続設定される。
安全性能が強化され、衝突被害軽減ブレーキは日産車で初となる交差点での右左折時に衝突が避けられないと判断した場合に警報やブレーキを作動させるプリクラッシュブレーキ（PCB）に強化して全車標準装備された他、ベース車のエルフではメーカーオプションとなるフロントブラインドスポットモニターが標準装備された。メーカーオプションとなる安全支援機能パッケージは「アドバンスパック」と「プレミアムパック」の2種類が設定され、共通でインパネ中央に搭載されたカメラでドライバーの状態をモニタリングし、運転への注意不足を検知すると警報・音声・メーターディスプレイの表示による警告で注意喚起を行い、強い眠気を感じていると判断した場合にはエアコンから冷風を出して注意を促すドライバーステータスモニター（DSM）、ドライバーが急病などの異常発生時にスイッチを押すか、DSMの異常検知によって作動し、制動灯とハザードランプの点滅とホーンによって車外へ注意喚起を行いながら、速度を徐々に落として停車するドライバー異常時対応システム（EDSS）単純停止、標識認識機能、スピードリミッターの上限速度を認識した制限速度標識に合わせた速度へスイッチ一つで設定変更可能な標識連動型スピードリミッター、日産の商用車初となる全車速車間クルーズ（FACC）が構成され、「プレミアムパック」にはレーンキープアシスト（LKS）も追加される。
フロントフェイスはベース車のエルフに合わせて「レイヤーゾーニングフェイス」の名称で一新され、中央の「ブランド表現ゾーン」と呼ばれるフロントグリル上部は中央に配されたVモーションの中にCIが配置された専用デザインとなり、フロントエンブレムとステアリングのCIが2020年7月からの現行CIとなった。なお、グレードによりフロントグリルが異なり「DX」はブラック、「カスタム」はクロムメッキとなる。また、6代目同様に標準キャブ・ハイキャブ・ワイドキャブの3種類のキャブが設定されるが、ベース車のエルフ同様にキャブデザインが統一化された。LEDヘッドランプに加えてフロントターンランプもLED化され、特徴的なデザインのLEDポジションランプやミリ波レーダーを内蔵。フォグランプもLED化された。ボディカラーは6代目からアークホワイト、トランスブルー、クイックシルバーメタリック、「カスタム」専用色のフリントグレーメタリックの4色が踏襲され、新色に「カスタム」専用色のダークカーキメタリックが設定された（アークホワイト以外はメーカーオプション設定）。なお、「カスタム」はOEM元である7代目エルフの「SEカスタム」、後にフルモデルチェンジされた兄弟車種の7代目マツダ・タイタン「カスタム」や3代目UD・カゼットの「SEカスタム」とは異なり、「CUSTOM」ロゴの専用バッジが上段パネル部の左上に装着される。
平ボディには、2t積の高床シングルタイヤ（標準キャブ・標準ボディに設定）と4t積（高床ダブルタイヤ仕様、標準キャブ・セミロングボディ、標準キャブ・ロングボディ、ハイキャブ・標準ボディに設定）が4代目以来となる復活設定となり、車型のバリエーションが6代目から拡充された。4t積はフロントサスペンションが車軸懸架（リーフリジット）となる他、3t積はフロントサスペンションが車型により独立懸架（インデペンデント）または車軸懸架（リーフリジット）となる。
日産モータースポーツ&カスタマイズ扱いの商用特装車「ワークユースビークル」シリーズもベース車に合わせてモデルチェンジされ、箱型の荷室を備えた「ドライバン」、箱型の荷室の側面がボタン操作で大きく開閉してフォークリフトでの一括大量荷役が可能となる「アルミウィング」、荷室に断熱材と冷凍装置を装備して温度管理が可能な「冷蔵車」・「冷凍車」、車を運搬するための「車載車」、ダンプ機構と荷台スライド機構を備えた「セフテーローダダンプ」、重量物の荷役をサポートするクレーンを備えた「クレーン付きトラック」、荷台の後部にリフターを備えた「リアゲートリフター付トラック」がラインナップされ、平ボディ完成車には竹製アオリ ワンハンドゲート付を特装車にラインナップした。
- 2024年（令和6年）3月23日 - 1.55tクラスの追加と合わせて、2t-4tクラスにもダブルキャブを含めた車型の追加が行われた（5月発売）[10]。

ダブルキャブは平ボディは標準キャブ・標準ボディ（2t積のフルフラットローと1.75t積のフラットローの2種類）、ハイキャブ・ロングボディ（フルフラットロー(1.8t積)のみ）、ワイドキャブ・ロングボディ（2t積のフルフラットローと2.75t積の高床ダブルタイヤの2種類）、ワイドキャブ・超ロングボディ（2.75t積の高床ダブルタイヤのみ）の4タイプ。ダンプは標準キャブ・標準ボディ・フルフラットロー（1.75t積）のみが設定される。
シングルキャブにおいても、車型の追加やタイヤと車両総重量の組み合わせの追加設定が行われ、バリエーションが拡充された。

## 特装車
F26系アトラスにおける完成車シリーズは、OEM元車種であるいすゞ・エルフとは異なり平ボディとダンプ（ダンプは2tクラスのみ）となっている。エルフとは異なりアルミバン完成車の設定はない。アルミバンを含む車型は、日産モータースポーツ&カスタマイズ扱いによる持込み登録となる。特装車シリーズにおけるボディカラーは、トランスブルーはリヤゲートリフター付トラックのみ設定され、他の車型はアークホワイトのみとなる。
特装車シリーズにおける日産モータースポーツ&カスタマイズ指定荷台メーカーは以下の通り。
- 1.55t積～4t積
  - ドライバン - 北村製作所・日本フルハーフ
  - アルミウイング - 北村製作所・日本フルハーフ
  - 保冷、冷蔵・低温冷凍車 - 北村製作所・日本フルハーフ
  - リヤゲートリフター付トラック - 極東開発工業
  - 車載車 - 花見台自動車・古河ユニック・タダノ・極東開発工業
  - クレーン付トラック - 古河ユニック・タダノ
  - ワンタッチ幌（幌付きウイング） - 東洋ボデー
  - アコーディオンバン - 河野ボデー製作所
- 普通免許対応モデル
  - ドライバン - 北村製作所
  - 保冷、冷蔵・低温冷凍車 - 北村製作所
  - リヤゲートリフター付トラック - 極東開発工業・新明和工業

## アトラスMAX

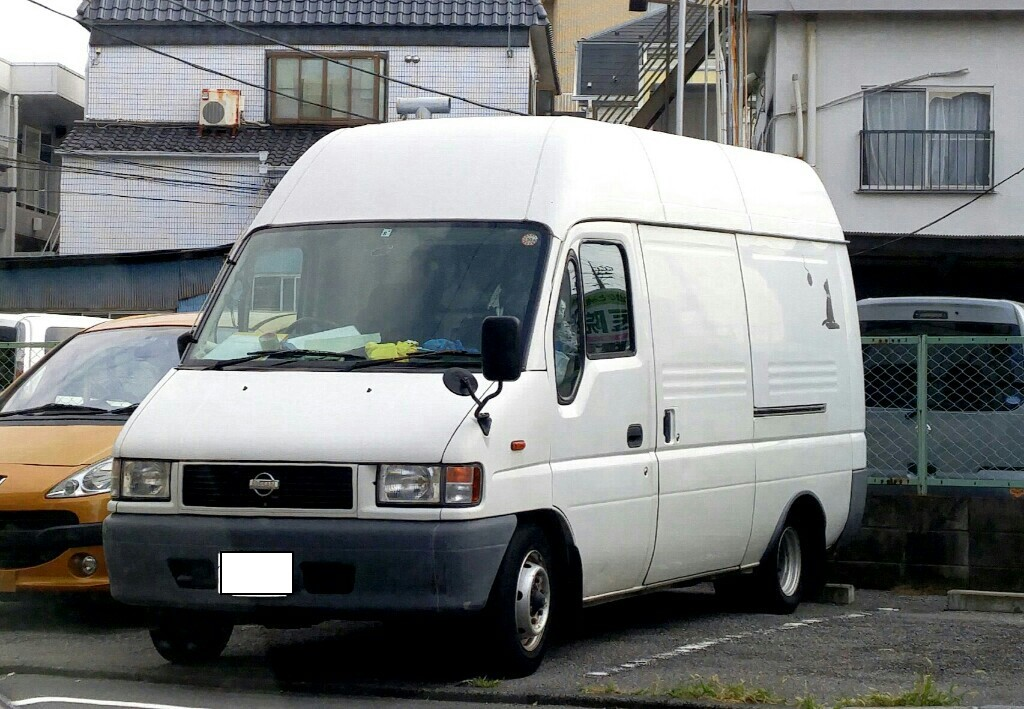
アトラスMAX フロント

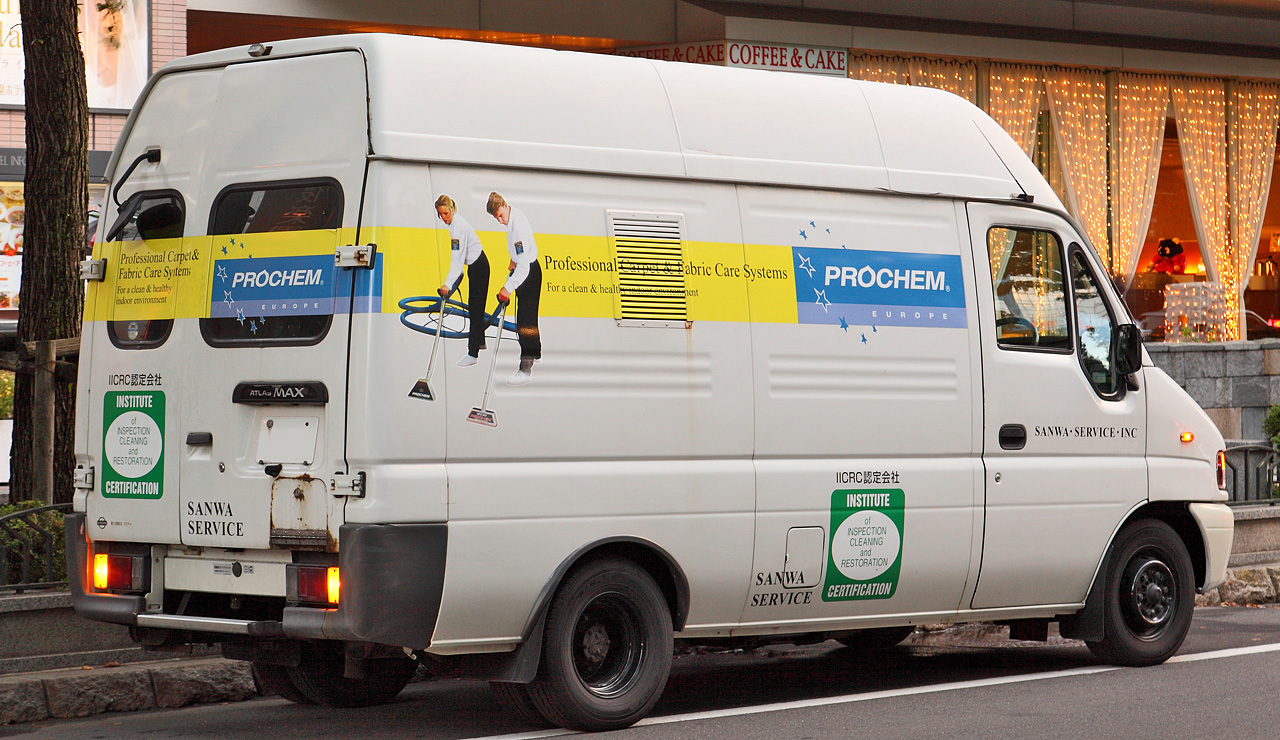
アトラスMAX 1.5t　リヤ

1998年11月26日、1996年に生産終了となった日産・アトラスロコの後継として、ウォークスルーバンタイプのアトラスMAXを発表・発売。いすゞとのOEM契約の一環で、エルフUTのバッジエンジニアリング車となったため、メーカーロゴとエンブレム以外はエルフUTと同一である。
ラインナップは
1.5トン積み：4JG2型 3.1Lディーゼルエンジン・5MT/4AT（KC-AHR69K）
2トン積み：4HF1型 4.3L ディーゼルエンジン・5MT/4AT（KC-AKR66K）
2トン積み：4HF1型改 4.3LCNGエンジン（125馬力）・5MT（KC-AKR66LAV）
の5種類。
東京渡しの希望小売価格は、ディーゼル車が259/279、296/322万円（5MT/4AT）、CNG車が507.5万円。
1999年の改良で、平成10年自動車排出ガス規制に適合し、識別記号が「KK-」となった。

## 車名の由来
ギリシャ神話に登場する、「地球を双肩に担ぐ大力無双の巨人」、「アトラス」から。